# Portlandia (seriál)
Portlandia je americký televizní seriál. Jeho děj se odehrává v okolí či přímo ve městě Portland v americkém státě Oregon. Jeho autory jsou Fred Armisen, Carrie Brownstein a Jonathan Krisel, přičemž první dva z nich v něm zároveň ztvárňují hlavní role. V dalších rolích se v seriálu představili například Steve Buscemi (který zároveň několik epizod režíroval) a Kyle MacLachlan. V epizodních rolích se ukázali vedle jiných členové kapely Dirty Projectors, Tim Robbins nebo Jack White. První série, která čítala šest epizod, byla odvysílána v lednu a únoru 2011. Později bylo natočeno dalších sedm řad, poslední byla uvedena v roce 2018.